# 利奥·多彻蒂
利奥·多彻蒂 (英語：Leo Docherty，1976年10月4日—)是一位英国保守党政治人物，退役军官，曾服役于蘇格蘭衛隊。 著有《死亡沙漠》Desert of Death (2007)一书。

## 早年生活
多彻蒂出生于格拉斯哥，在格洛斯特郡长大。1996年至2000年间，在伦敦大学亚非学院学习斯瓦希里语和印地语，并于次年进入桑赫斯特皇家军事学院深造。2001年到2007 年，他在苏格兰卫队服役。曾执行过伦敦的礼仪任务及派驻德国，后部署于伊拉克和阿富汗。

## 个人生活
他与Lucy Docherty结婚，育有两个子女。

## 荣誉
|  | 伊拉克服役奖章     |                            |
|  | 阿富汗作战服役奖章 | - 获颁 "AFGHANISTAN"纪念扣 |

## 著作
- Desert of Death.  A Soldier's Journey from Iraq to Afghanistan, Faber and Faber, London 2007, ISBN

978-0-571-23688-6